# (469) Аргентина
(469) Аргентина (469 Argentina по каталогу ЦМП) — довольно крупный астероид главного пояса.

## Открытие и название
Аргентина была открыта 20 февраля 1901 года итальянским астрономом Луиджи Карнера в обсерватории Хайдельберга. При регистрации открытия объекту было присвоено обозначение 1901 GE. Позже были обнаружены объекты 1941 FB1, 1948 PG1, A907 FA, которые впоследствии были идентифицированы как Аргентина.
Астероид был назван в честь южноамериканского государства Аргентины. Название утверждено в 1906 году.

## Орбитальные характеристики
Аргентина обращается во внешней части Главного пояса астероидов на среднем расстоянии в 3,185 а. е. (476,5 млн км) от Солнца. Её орбита обладает умеренным эксцентриситетом, равным 0,1599 и наклонением 11,58°. Таким образом, максимальное расстояние от Аргентины до Солнца составляет 3,694 а. е. (552,6 млн км), минимальное — 2,676 а. е. (400,3 млн км).
Период обращения Аргентины вокруг Солнца составляет 5,68 года (2076 суток). Её ближайшее прохождение перигелия состоится 26 февраля 2014 года.
Абсолютная звёздная величина Аргентины составляет 8,62m. Её видимый блеск в течение синодического периода меняется в пределах 12,0-15,3m.

## Физические характеристики
Согласно данным, полученным в 1983 году с помощью космической обсерватории IRAS средний диаметр Аргентины равен 125,57±5,6 км, а альбедо — 0,0399±0,004. Исследование астероида в 2010 году посредством космического телескопа WISE, дало значение для её диаметра 121,602±4,616 км, а для альбедо — 0,0426±0,0082.
По классификациям Толена Аргентина принадлежит к спектральному классу P.
Период вращения Аргентины вокруг собственной оси был измерен в 2006 году в обсерватории Палмер-Дивайд (716), и равен 17,573±0,003 ч (17 ч 34 мин). В двух других исследованиях, опубликованных в 2005 году венгерской и китайской группами, были получены значения периода 12,3 и 13 ч, соответственно.